# 阿布沙耶夫
阿布沙耶夫（英語：Abu Sayyaf，羅馬化：Jamāʿat Abū Sayyāf）是菲律宾一個由伊斯蘭恐怖分子組成的摩洛人分離主義組織，主要活动在菲律賓南部島嶼，曾與菲律賓軍方發生多次大小規模衝突；該組織頗為極端和危險，曾綁架多名外國遊客。首领为拉度兰·沙西伦。在阿拉伯语裡，阿布沙耶夫意指「持剑者」，由菲律宾人阿布杜拉加克·阿布巴卡尔·简加拉尼于1991年创立。在2000年4月的鼎盛时期时，阿布沙耶夫拥有达4,000名成員；另有估計指該組織在2000年有成員1,300人，但近年已縮減至400人。
2014年7月23日，阿布沙耶夫宣誓效忠於伊斯蘭國，正式名稱更改為伊斯蘭國東亞省。

## 創始人阿布杜拉加克·简加拉尼
阿布杜拉加克·阿布巴卡尔·简加拉尼身世诡秘，曾是一位教師，並在沙烏地學習阿拉伯語、伊斯蘭神學，青年时期只身前往利比亚，接受了长达数年的严格军事训练。军事训练尚未结束，苏联入侵阿富汗，简加拉尼奔赴阿富汗，加入了所谓的「圣战」行列。
1991年，阿布杜拉加克回到了故乡菲律宾南部，成立了游击组织阿布沙耶夫。
1998年12月18日，菲律宾警方向阿布沙耶夫组织发动猛攻，击毙了阿布杜拉加克。

## 后简加拉尼时代
阿布杜拉加克去世前的幾年，就开始扶持自己的亲弟弟卡扎菲·简加拉尼（下称卡扎菲），並安排卡扎菲作为自己的继承者。相比于兄長而言，卡扎菲更为残酷冷血。卡扎菲不仅狂热好战，而且还是一位爆炸专家，他制造炸弹的水平甚至连菲国的军事专家都叹为观止。
阿布杜拉加克被击毙后，阿布沙耶夫内部出现了激烈的权力之争。卡扎菲出任领袖之后，阿布沙耶夫由一个针对政府的激进穆斯林组织逐渐演变成还针对普通百姓的恐怖组织。
2007年1月20日菲律宾军方说：美国联邦调查局对菲南部霍洛岛找到的一具尸体进行了DNA检验，证实死者是卡扎菲。
2016年6月「伊斯蘭國」發布一部影片，宣布任命「阿布沙耶夫」頭目為其菲律賓代表。

## 恶行
- 首次亮相就在南部城市三宝颜制造港口爆炸案，随后又袭击三宝颜机场，轰炸天主教堂。
- 1993年袭击一座教堂，当场炸死7人。
- 1995年近百名游击队员在伊皮尔镇街头见人就开枪，杀死了53名政府军士兵和平民，还放火烧毁了教堂。
- 2000年4月23日在马来西亚西巴丹岛将21名来自马来西亚、菲律宾、德国、法国、南非、芬兰和黎巴嫩等国家的游客劫持到菲律宾。（参见：2000年西巴丹岛绑架事件）
  - 4月18日於约瑟夫·埃斯特拉达总统63岁生日當天，阿布沙耶夫武装在菲律宾巴西兰岛将两名菲律宾人质的头颅砍下。
- 2000年9月10日在马来西亚仙本那外的巴丹南岛，掳走3名马来西亚人至菲律宾南部霍洛岛，他们过后陆续获释。
- 2001年5月27日在巴拉望岛的道斯帕尔马斯绑架了20名游客，其中包含13名菲律宾华人、3名美国人和4名酒店职员。雅罗育总统坚决不给赎金，派政府军向阿布沙耶夫的藏身之所发动了大规模的军事进攻。

- 2013年11月15日馬來西亞沙巴州出現疑似該成員劫持來自台灣的許立民夫婦，許立民被殺，其妻張安薇被該激進分子劫走，後在傭兵團的解救下已獲釋[26]。

- 2014年4月2日晚上於馬來西亞沙巴州，7名疑似阿布沙耶夫成員劫持1名中国大陸籍女游客和1名菲律宾籍女服務生瑪茜達亞萬達亞萬[27]该名中国籍女游客已于5月30日获释。[28]。

- 2015年5月於沙巴州山打根「海皇餐廳」內，華裔工程師鄧德宏與50歲餐廳老闆鄧玉芬一同被綁。阿布沙耶夫其後向兩人家屬勒索共6,000萬披索的贖金，鄧玉芬在家屬提交贖金後獲釋。至於鄧德宏，菲律賓警方2015年11月17日接報，指清道夫在苏禄省霍洛市政大樓附近，發現一個裝有人類頭顱的麻布袋，並寫上鄧德宏的名字。

- 2016年9月2日約晚上11時於達沃市一夜市引爆炸彈爆炸，造成最少有14人死亡、67人受傷[29]。

- 2017年5月23日，与毛特组织一起占领了棉兰老岛的马拉维地区，并短期统治了该城市。[30]

## 襲擊活動和對該組織的反擊
- 2011年7月菲律宾海军陆战队在菲律宾南部苏禄省遭該武装分子伏击，至少7名政府军士兵在交火中丧生，另有21名士兵受伤。
- 目前美國CIA已經通緝該組織，並籌備某項反擊計畫。